# Ruel (chanteur)
Pour les articles homonymes, voir Ruel.
Ruel, de son nom complet Ruel Vincent Van Dijk, est un auteur-compositeur-interprète australien d'origine britannique né le 29 octobre 2002 à Londres. 
Il a été popularisé par ses singles Don't Tell Me et Younger.
Lors des ARIA Music Awards de 2018, il a remporté le prix de l'artiste de percée pour son single Dazed & Confused.

## Biographie
Ruel est né le 29 octobre 2002 à Isleworth, à Londres, d'une mère anglaise, Kate Vincent, et d'un père né aux Pays-Bas et élevé en Nouvelle-Zélande, Ralph van Dijk. Son père est le fondateur de l'agence de radio australienne Eardrum. Sa famille a déménagé à Sydney, en Australie en 2006.

### Ses débuts
En 2015, le père de Ruel envoie un enregistrement de lui chantant Let It Go de James Bay au producteur M-Phazes.
En avril 2017, Ruel dévoile son premier single Golden Years, avec M-Phazes. En juin, Ruel tient son premier live à la radio en interprétant le titre Wheathered de Jack Garratt sur la station australienne Triple J's. La vidéo de son passage radio a rassemblé plus d'un demi million de vues en moins de 48h. En juillet 2017, Ruel dévoile son nouveau single Don't Tell Me, qui occupe la 86e place du classement ARIA Chart à sa sortie. En septembre 2017, Elton John fait passer Don't Tell Me sur BBC Radio 1, couvrant Ruel d'éloges.
En novembre 2017, Ruel signe avec RCA Records à l'échelle internationale.
Tom Thum publie en décembre 2017, une reprise de Human de Rag'n'Bone Man sur Youtube, mettant en vedette Ruel au chant.
Le 24 mars 2018, Ruel joue au Pop Spring Festival de Tokyo. Le 4 avril 2018, il donne une représentation lors de la cérémonie d'ouverture des Jeux du Commonwealth de 2018.
Le 2 juin 2018, Ruel annonce la sortie de son premier EP Ready qui sera disponible le 15 juin 2018 ainsi qu'une tournée de concerts en juin et juillet.

### Free TimeetBright Lights, Red Eyes
Le 1er mai 2019, Ruel sort le premier single de son EP Free Time, Painkiller. Le 9 août, Ruel a sorti le single Face to Face aux côtés d'un clip vidéo qui a été tourné en France. Le 13 septembre 2019, Ruel sort son deuxième EP, Free Time.
En novembre 2019, Ruel était un acte d'ouverture pour deux spectacles de la tournée éponyme de Shawn Mendes.
Le 10 septembre 2020, le single As Long as You Care a été annoncé sur Triple J's, avant de sortir plus tard dans la journée, accompagné d'un clip vidéo. Ruel y présente également son troisième EP, Bright Lights, Red Eyes, qui est sorti le 23 octobre 2020.

### 4th Wall
Le premier album studio de Ruel, 4th Wall, est sorti le 3 mars 2023. 
Il a d'ailleurs une Funko Pop à son effigie, crée par une fan, qu'il a reçu lors de son premier concert à Zürich en Suisse. 

## Discographie

### Albums et EPs
| Titre                        | Album de détails                                                                                               |
| ---------------------------- | --- |
| Ready (EP)                   | - Sortie : 15 juin 2018 - Formats: téléchargement numérique, streaming - Label: RCA, Sony Music                |
| Free Time (album)            | - Sortie : 13 septembre 2019 - Formats: CD, téléchargement numérique, streaming - Label: RCA, Sony Music       |
| Bright Lights, Red Eyes (EP) | - Sortie : 23 octobre 2020 - Formats : téléchargement numérique, streaming - Label: RCA, Sony Music            |
| 4th Wall (album)             | - Sortie : 3 mars 2023 - Formats: CD, vinyle, téléchargement numérique, streaming - Label: RCA, Sony Music     |
| Adaptations (EP)             | - Sortie : 2 août 2024 - Formats: cassette audio, téléchargement numérique, streaming - Label: RCA, Sony Music |

### Singles

#### En tant qu'artiste principal
| Titre                        | Année | Position maximum dans les charts | Position maximum dans les charts | Album     |
| Titre                        | Année | AUS                              | NZ                               | Album     |
| ---------------------------- | ----- | -------------------------------- | -------------------------------- | --------- |
| Golden Years (with M-Phazes) | 2017  | —                                | —                                | À venir   |
| Don't Tell Me                | 2017  | 86                               | —                                | Ready     |
| Dazed & Confused             | 2018  | —                                | 7                                | Ready     |
| Painkiller                   | 2019  | 8                                |                                  | Free Time |
| Face to Face                 | 2019  | —                                | —                                | Free Time |

#### En tant qu'invité
| Titre                                               | Année |
| --------------------------------------------------- | ----- |
| Human (Thom Thum featuring Ruel)                    | 2017  |
| Flames - SG Lewis (featuring Ruel)                  | 2019  |
| Down for you - Cosmos Midnight                      | 2020  |
| Empty Love - Gracey                                 | 2020  |
| Notice Me - Dylan J                                 | 2021  |
| Dream No More - Billy Davis ft. Ruel, Genesis Owusu | 2021  |